# Solidago virgaurea subsp. fallit-tirones
Solidago virgaurea subsp. fallit-tirones é uma subespécie de planta com flor pertencente à família Asteraceae. 
A autoridade científica da subespécie é (Font Quer) Rivas Mart., Fern.Gonz. & Sánchez Mata, tendo sido publicada em Opusc. Bot. Pharm. Complutensis 2: 118 (1986).

## Portugal
Trata-se de uma subespécie presente no território português, nomeadamente em Portugal Continental.
Em termos de naturalidade é endémica da Península Ibérica.

## Protecção
Não se encontra protegida por legislação portuguesa ou da Comunidade Europeia.